# Acheloos (Fluss)
Acheloos (griechisch Αχελώος) ist der Name des wasserreichsten Flusses in Griechenland. Er ist 217 km lang und damit der zweitlängste Fluss in Griechenland nach dem Aliakmonas. Der Acheloos durchfließt die Regionen Epirus, Thessalien und Westgriechenland.

## Lage und Verlauf
Die Quellen des Acheloos liegen am Berg Lakmos (oder Peristeri) des Pindos-Gebirges südlich von Metsovo, nordwestlich von Kalambaka und östlich von Ioannina im Osten der Region Epirus. Die Lage der Quellen war schon Thukydides bekannt. Generell fließt der Acheloos in Nord-Süd-Richtung. Nach Austritt in die Küstenebene bei Stratos wendet sich der Fluss nach Südwesten. Seit den 1960er-Jahren wurden sechs Staudämme am Acheloos errichtet. Nach Passieren der bis heute funktionslosen Staudämme von Mesochora und Sykia wird der Acheloos im relativ kleinen Stausee von Avlaki, dem riesigen Kremasta-Stausee sowie dem Kastraki-Stausee und Stratos-Stausee zu Energiegewinnung und Bewässerung genutzt. Die Zuflüsse Agrafiotis, Tavropos und Trikeriotis münden heute in den Kremasta-Stausee. Der Zufluss Inachos mündet in den Kastraki-Stausee. In der Ebene von Agrinio gibt es einen weiteren Zufluss (Kyathos) aus dem Lysimachia-See und Trichonida-See (in antiker Zeit See von Konope). Bei Konope existiert eine Furt durch den Fluss. Das Mündungsdelta (Paracheloitis) befindet sich südlich der Ruinen von Oiniadai auf dem Gebiet der Stadt Mesolongi, unweit des Eingangs zum Meerbusen von Patras, gegenüber der Insel Kefalonia. Hier fließt der Fluss ins Ionische Meer.
Der Acheloos hat ein Einzugsgebiet von 6329 km², welches in drei Teile von Norden nach Süden im Verlauf des Acheloos gegliedert ist: das obere Einzugsgebiet umfasst die Quellen des Acheloos sowie dessen Oberlauf und weist eine Fläche von 1100 km² auf. Das mittlere Einzugsgebiet mit den insgesamt drei Stauseen zuzüglich dem Tavropos-See umfasst 3250 km² und das untere Einzugsgebiet ab dem Stratos-Stausee umfasst 1979 km². Zum unteren Wassereinzugsgebiet gehören die natürlichen Seen Trichonida, Lysimachia, Amvrakia und Ozeros.
Seinen Anschwemmungen verdankt die Ebene an seiner Mündung ihre Entstehung. Im Laufe der Zeit versandete das Delta so sehr, dass einige der früheren Echinaden-Inseln versandeten. Der Fluss ist schiffbar bis Stratos (oder Stratos-Stausee). Heute ist er größtenteils kanalisiert. Das Delta des Acheloos hat eine Fläche von 300 km².

## Wasserwirtschaft am Acheloos
Mittel- und Unterlauf des Acheloos sind mit insgesamt vier Stauseen wasserwirtschaftlich stark genutzt. Das Abflussregime des Oberlaufs konnte – von einzelnen räumlich begrenzten Eingriffen abgesehen – weitgehend ursprünglich erhalten bleiben. Pläne, das Wasser des Acheloos bereits oberhalb des Kremasta-Stausees zu nutzen, existieren seit den 1930er-Jahren. In den 1980er-Jahren wurden Planungen konkret, das Wasser des Acheloos mittels einer Reihe von Speicherseen und Druckstollen in die Thessalische Ebene überzuleiten. Neben der Energieerzeugung war das Hauptziel, den durch den bewässerungsintensiven Baumwollanbau entstandenen Wassermangel in Thessalien auszugleichen. Mittels zweier Talsperren würde der Acheloos über viele Kilometer gestaut und dem Fluss auf der Folgestrecke massiv Wasser entnommen.
Der 150 m hohe Mesochora-Staudamm entstand in den Jahren 1996 bis 2001, wurde jedoch wie das zugehörige Wasserkraftwerk bis heute nicht in Betrieb genommen. Der Stausee ist nicht gefüllt, im Bereich des projektierten Reservoirs befinden sich nach wie vor bewohnte Siedlungen. Im Zuge des Staudamm-Baus kam es zu einem Neubau der Straße Trikala – Arta. Diese quert den Acheloos über die Staumauer und verläuft auf der Folgestrecke zu größeren Teilen in Tunnels, bevor sie bei Kapsala das Tal verlässt.
Die 165 m hohe Sykia-Talsperre befindet sich etwa 35 km flussabwärts im Bereich der Mündung des Petriliotis. Mit dem Bau der Staumauer wurde 2005 begonnen, 2010 wurde vom griechischen Staatsrats, dem obersten Verwaltungsgericht, der sofortige Stopp aller Bauarbeiten verfügt. Diese Entscheidung betrifft sämtliche Bestandteile des Bewässerungsprojektes.
Im Januar 2014 schließlich entschied der Staatsrat, das Bewässerungsprojekt nicht weiterzuverfolgen. Natur- und Vogelschützer feierten den Schiedsspruch als entscheidende Wende im Kampf um das Wasser des Acheloos und richten den Fokus ihrer Arbeit auf die Renaturierung der entstandenen Umweltschäden. Der Träger des Projekts, die sich mehrheitlich in Staatshand befindliche Dimosia Epichirisi Ilektrismou, strebt eine Lösung des Mesochora-Damms aus dem stillgelegten Bewässerungsprojekt an. Ziel ist eine vom Gesamtprojekt unabhängige Beurteilung des Staudamms, die in einer Betriebsfreigabe resultiert.

## Geschichte
Sein ursprünglicher Name war Thoas. Spätestens seit Herodot hieß er Achelōos (Ἀχελῷος). Man findet auch die Bezeichnung Inachos, die einmal den ganzen Flussverlauf und manchmal nur den Oberlauf als Zufluss des Acheloos bezeichnet. Im Mittelalter wurde er Aspropotamos (griechisch Ασπροπόταμος ‚weißer Fluss‘) genannt, heute heißt er wieder Acheloos.
Auch wenn der Acheloos als Grenzfluss der alten Landschaften Ätolien und Akarnanien angesehen wird, hatte er diese Funktion in der Praxis selten inne. Erst in der römischen Kaiserzeit wurde der Fluss dauerhafter zur Grenze der Provinzen Epirus und Achaia.

## Fauna
Ein Endemit im Acheloos ist der Aristoteles-Wels (Silurus aristotelis).

## Weitere Bedeutungen
Für die antike Gottheit Acheloos, die von den Griechen als Personifikation dieses Flusses verehrt wurde, siehe dessen Artikel.